# Além da Razão
Além da Razão é o primeiro disco da carreira solo do rapper Xará. Foi produzido, mixado e gravado no estúdio Fábrica de Chocolate (RJ), e lançado em 30 de junho de 2011 pelo selo Blade Rio.

## O Disco

### Produção
O deboche dos tempos de Quinto Andar se transformou em um discurso crítico, consistente e criativo. A vivência de rua adquirida nos tempos de skate em Madureira foi filtrada e destilada para gerar rimas que tratam não só das consequências, mas também das causas. O raio de visão também se ampliou, dilatando as pupilas para além do underground-clichê, o que oferece riscos ao ingresso no mercado, mas também cria um diferencial com qualidade, algo positivo para quem vai trilhar um novo caminho. Esse é o rapper Xará visto em seu primeiro disco solo, “Além da Razão”. As 11 faixas foram produzidas e mixadas pelo produtor francês Damien Seth e masterizadas por Luiz Café (Um Só Caminho). As rimas falam desde o sofrimento dos excluídos (“Olha pros neguinho”) até temas pouco explorados nas composições dos MC’s, como em “Dia de chuva”, que fala sobre as dificuldades de um homem recém-separado para visitar sua filha, por estar com a pensão atrasada.

### Participações especiais
Além de dividir o vocal em várias faixas com alguns dos principais MC’s da nova geração, como Emicida, MC Marechal, Rashid, Gutierrez, Márcio Local, Shawlin e Juju Gomes, Xará também teve o privilégio de contar com nomes de peso na produção dos arranjos como Donatinho (Fino Coletivo, Zambê), Nilo Romero (Cazuza, Paulo Moska, Ana Carolina), Sacha Amback (Zeca Baleiro, Adriana Calcanhoto) e Duani Martins (multi-instrumentista), entre outros.

### Capa
O design do disco também vai além da razão. A arte, assinada pelos designers Vagner DoNasc. e Wilbor, estampa uma capa que lembra os compactos de vinil dos áureos tempos do jazz.

### Faixas
| #  | Título               | Cantor(es) | Part. Especial | Produtor(es)              | Duração |
| -- | -------------------- | ---------- | --- | ------------------------- | ------- |
| 1  | "Olha pros neguinho" | Xará       | Emicida (vocal), Juju Gomes (vocal), Donatinho (piano), Nilo Romero (baixo)                                             | Damien Seth               | 04:51   |
| 2  | "Dia de Chuva "      | Xará       | André Ramiro (vocal), Polly Marinho (vocal), Cecília Spyer (vocal), Nilo Romero (baixo)                                 | Damien Seth               | 05:03   |
| 3  | "Deixa Eu Dizer"     | Xará       | Juju Gomes (vocal), Evelyn Castro (vocal), Donatinho (rodhes&synths)                                                    | Damien Seth               | 04:38   |
| 4  | "Highway"            | Xará       | Rashid (vocal), Márcio Local (vocal), Juju Gomes (vocal), Evelyn Castro (vocal), Donatinho (órgão), Nilo Romero (baixo) | Damien Seth               | 3:56    |
| 5  | "Estação Quinze"     | Xará       | Juju Gomes (vocais), Marlon Sette (trombone), Sacha Amback (piano&teclados), Nilo Romero (baixo)                        | Damien Seth, MC Marechal  | 05:50   |
| 6  | "De Rolé"            | Xará       | MC Marechal (vocal) | Ike Castilho, Damien Seth | 03:51   |
| 7  | "Mais Luz"           | Xará       | | Damien Seth               | 01:21   |
| 8  | "Andarilho "         | Xará       | Gutierrez (vocal), Cecília Spyer (vocal), Nilo Romero (baixo)                                                           | Damien Seth               | 04:49   |
| 9  | "Raízes"             | Xará       | Juju Gomes (vocal) | Damien Seth               | 04:47   |
| 10 | "Hoje Eu Sei "       | Xará       | Juju Gomes (vocal), Evelyn Castro (vocal)                                                                               | MC Marechal e Damien Seth | 02:55   |
| 11 | "Além da Razão"      | Xará       | Shawlin (vocal), Nilo Romero (baixo e piano), Duani Martins (Guitarra)                                                  | MC Marechal e Damien Seth | 03:54   |